# Pascale Weber
Pour les articles homonymes, voir Weber.
 (août 2023).
Si vous disposez d'ouvrages ou d'articles de référence ou si vous connaissez des sites web de qualité traitant du thème abordé ici, merci de compléter l'article en donnant les références utiles à sa vérifiabilité et en les liant à la section « Notes et références ».
Pascale Weber (née le 24 octobre 1968 à Paris) est une artiste et essayiste française.

## Biographie

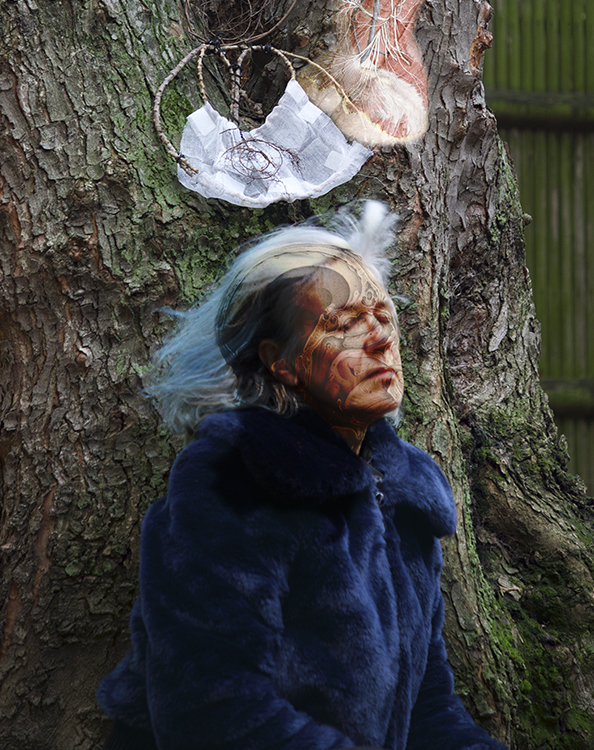
Dreamcachter, 2019.

Pascale Weber est née à Paris, et a passé une partie de son enfance à Jakarta (Indonésie). De retour à Paris, elle étudie le graphisme et l'environnement à l’école supérieure de design industriel. Elle s'installe en 1994 dans le Haut-Jura.
Elle obtient l'Agrégation en Art et un doctorat à l'Université de Paris 1-Panthéon-Sorbonne en Art et Sciences de l'art, sur la mise à l’épreuve du corps dans les dispositifs de projection artistiques contemporains[réf. souhaitée].

## Errances et voyages initiatiques

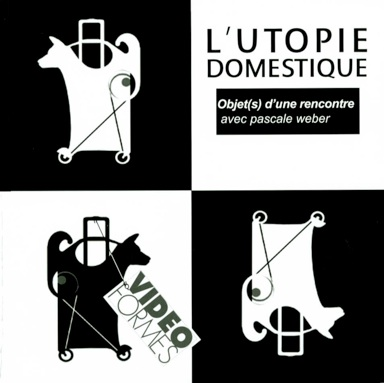
L'Utopie domestique - Objet(s) de la rencontre, éd. Un- Deux- Quatre, Clermont-Ferrand, 2004. Catalogue de la résidence de Pascale Weber à Vidéoformes.

Au sujet de l'Utopie domestique Valentine Cruse dit : « Telle une peintre d’intérieur, Pascale note, photographie, filme le quotidien de ses hôtes, et renouvelle ainsi, en conquérante, la tradition des scènes de genre. »
Au terme d'une année passée dans douze familles différentes, Pascale Weber  organise un banquet dans une partie réservée aux familles d'accueil mais visible par tous dans l’exposition. Des textes au mur parlent de privilège, d'espaces privés ou publics. Delphine Gigoux-Martin écrit : "Des territoires sont remis en place dans l’espace - au départ neutre - de la salle d’exposition, et chacun recherche son espace, son territoire dans celui de l’artiste. La situation est renversée, l’artiste pique la curiosité du spectateur et l’incite à participer à la création : il fait désormais partie du champ artistique, et cherche pour lui-même son propre territoire et sa définition.".
Son errance volontaire est à la fois une quête pour réinventer l'espace quotidien, et pour interroger les normes de l'intimité contemporaine, comme le remarque Jan Laurens Siesling : "Où sommes-nous ? Nulle part. Dans un lieu imaginaire. […] c'est sa spécialité à Pascale. Brouiller notre notion de l'espace. Confondre notre illusion du chez nous. Elle l'a l'audace spirituelle, le sens de l'humour et de la gravité. Elle transforme notre demeure en néant. Lui ôte ses repères, lui enlève ses couleurs et ses objets familiers si chers. [Elle nous rappelle] que nous sommes seuls, même si nous le sommes tous ensemble. Et tous à la fois.".

## Le territoire de l'artiste
Si Pascale Weber expose ou performe à plusieurs occasions dans des musées, dans le cadre de manifestations collectives, elle entretient avec cette institution une relation pour le moins ambigüe. Lectrice d'Annie Le Brun, elle dénonce sous le pseudonyme de Lars Beacepew des entreprises de commissariat qui ne visent plus qu'à neutraliser le vrai pouvoir subversif de l'art, en lissant la colère, le malaise de l'artiste, en ignorant son chaos psychique et son pouvoir de transformation, en organisant la transgression comme un show télévisé.
Au début des années 2000, elle investit le musée de façon clandestine : performances secrètes au Musée d'Art contemporain de Lyon (Deuxmusesaumusée), ou discrètes interventions au 19 de Montbéliard (Petits Détails), au  musée Nicéphore-Niépce (Je suis chez moi où je veux), au Musée des Beaux-Arts de Besançon (Dans la cour des grands) où elle fixe au mur une série de photocopies lasers présentant le portrait d'une jeune-fille. Elle questionne, le souligne Jean Delsaux "le Musée en tant que sanctuaire inviolable en y exposant à l’insu des gardiens des œuvres personnelles, portraits d’une jeune enfant regardant ses pieds, entre les chefs-d’œuvre du musée.[…] Lorsque les gardiens s’aperçurent de la présence impromptue d’œuvres illicites dans le musée, s’engagea une filature-démontage ." Il lui est signifiée que contrairement au titre de sa performance, elle « n’était pas chez elle dans le musée ». Jean Delsaux compare alors cet épisode avec le cas de Pinoncelli où l’un des protagonistes invoqua, pour justifier la réaction judiciaire du musée : « si on laisse faire Pinoncelli, bientôt on pourra vandaliser absolument toutes les œuvres » ".

## Immémorial ou la machine intime et impersonnelle

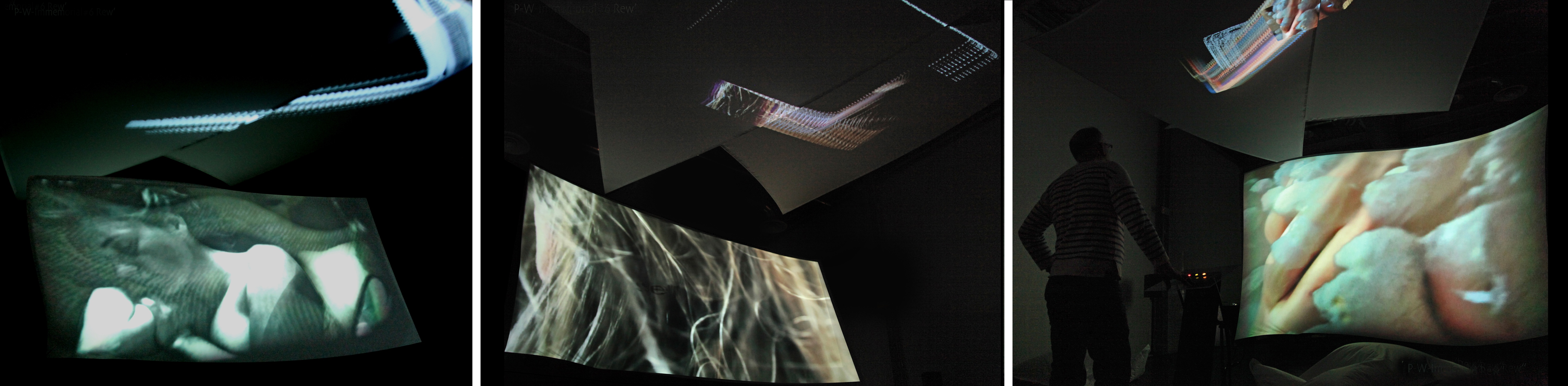
Pascale Weber, Immémorial#6 Rew, Festival des Musiques du GMEM (Scène Nationale de création musicale), installation multimédia et sonore, Friche de la Belle de Mai, Marseille, 2012.

C'est au fil des rencontres et des récits qu'elle recueille, que Pascale Weber entreprend le projet Immémorial (1996-2012).

## La Vénus
La Vénus, œuvre vidéo et performative conçue à nouveau avec Jean Delsaux signe le retour d'une subjectivité revendiquée et annonce le retour de sa présence à l'image et en performance. La Vénus se présente sous forme d'un diptyque et fait discuter différentes expériences de regards sur le corps. Pour  Rachida Triki le film "installe les corps en image par un dispositif qui exhibe un jeu de regards, à la fois dans sa violence et dans sa spontanéité.

## Hantu et la mémoire du corps

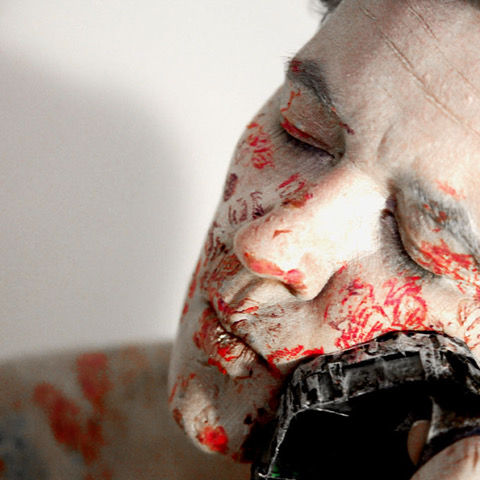
Hantu#3—Performance 04- La peau, Clermont-Ferrand (France), 2012. Photo ©Hantu.

En 2011 elle s'associe avec Jean Delsaux, qui a co-dirigé durant 15 ans Brouillard précis, un atelier de création en images de synthèse et images vidéo à Marseille pour fonder le duo Hantu qui se rend à plusieurs reprises en Indonésie, dans la jungle de Mentawai, sera invité à se produire à l'IKJ de Jakarta, mais aussi à Taïwan, au Brésil, en Égypte, au Sápmi, au Nunavik, au Japon.

## Carrière universitaire
- Doctorat sous la direction de Richard Conte à l'Université Paris 1 Panthéon-Sorbonne. Thèse intitulée "Figures du concave", soutenue en 2001 à la Fondation Avicenne, Paris.
- Habilitation à Diriger des Recherches sous la direction du philosophe Alain Milon (Université Paris Ouest- Nanterre La Défense). Titre du Mémoire : "Émancipation du corps en scène, poésie de l’attachement et performance", soutenue en 2014 à l'Espace Reverdy, Nanterre.
- Maîtresse de Conférences  à l’Université d’Auvergne (2005-2011) puis à l’Université Paris 1 Panthéon-Sorbonne (2011–).
- Titulaire de la Chaire d’Études de la France Contemporaine au Centre d'études et de recherches internationales (CÉRIUM), Montréal, 2016-2017.
- Codirection d'un séminaire sur la performance avec George Vigarello et Sylvie Roques à l'EHESS (2018-2020).

## Publications
- Le Mythe de l’Abondance - ressources, imaginaire, formes de vie, Cérium, Montréal, Ca/Editions CQFD, Montreuil-sous-Bois, 2018, 206 p.  (ISBN 978-2-910025-10-6)
- Nouvelles formes de présence dans la performance, Dubchinskaia, Polina codir, Presses de l’Institut Repine, École Des Beaux-Arts de Saint-Pétersbourg, 2018.  (ISBN 978-5-903677-64-1)
- L’Attachement, préface Pierre Ouellet, ed. Al Dante, 2015, 256 p.  (ISBN 978-2-84761-736-8)
- Les corps flottants (roman), les Mots Ouverts, 2013, 163 p.  (ISBN 978-2-36863-008-2) (également publié en plusieurs épisodes dans la revue Turbulences Vidéo #74-78, janv.2012/janv. 2013)
- Mémoires et Identités (Rencontres et discussions entre Pascale Weber et Alain Berthoz, Daniel Lance, Alain Milon, Pascale Piolino, Bo Sanitioso), l'Harmattan, Paris, 2012, 189 p.  (ISBN 978-2-336-00647-5)
- De l’espace virtuel, du corps en présence, Delsaux, J. co-dir., PUN (coll. Épistémologie du corps), 2010, 219 p.  (ISBN 978-2-8143-0009-5)
- Le corps à l'épreuve de l'installation-projection, l'Harmattan, Paris, 2003, 252 p.  (ISBN 2-7475-4609-8)

## Principales expositions, manifestations, et prix
- Le Cent-quatre (Paris), Futur en Seine (œuvres primées par la SCAM), 2013
- Installation multimédia et sonore, Puy-en-Velay, avec J. Delsaux, CDDP, 2012
- Participation au happening Mind Uploading (Babylonia), Radix Theatre & Vera Moulder, Albuquerque, États-Unis, 2012
- Festival des Musiques du GMEM, Friche de la Belle de Mai (Marseille) 2012
- Prix Pierre Schaeffer  (SCAM) pour le projet Immémorial, 2011
- Interactions mémorielles, installation performance, Cité de la Musique de Marseille, avec Jean Delsaux, 2011
- Vidéo-concert à la Cité de la Musique de Marseille, 2011
- Exposition La part du corps au  Palais Kheireddine  (Tunis), 2010
- Immémorial/non-lieu de la mémoire, installation vidéo interactive, Le Puy-en-Velay, 2009
- Installation multimédia-vidéo et prélèvements sonores, avec J. Delsaux, Maison du Peuple, Saint-Claude (39), participation aux Journées du patrimoine, 2007
- Concert happening avec le Collectif Home Work (R. Boni, B.Boni, J-M Foltz, J-P Jullian/P.Weber), Maison du Peuple, Saint-Claude (39), 2007 Galerie du Haut-Pavé] (Paris), 2007
- Galerie Pascal Van Hoecke (Paris), 2006
- Centre d'art Aponia (Villiers-sur-Marne), janvier 2006
- Galerie Paris-Sud, Biennale de Cachan, Paysages en travaux , 2006
- Expositions à Stary Sacz et Varsovie (Pologne), 2006
- Festival des Sens (Marin-Martinique), 2006
- MAMAC (Nice), 2006
- Centre d'art La Pommerie (Saint Sétiers), 2005
- La Galerie d'art contemporain (Besançon, Hôtel de ville / Musée des Beaux-Arts), 2005
- Festival des très Courts (Annecy), 2005
- Résidence à Borderline - Love Experience (Nantes), 2005
- Institut franco-japonais (Tokyo), 2004
- 17e Instants Vidéo, (Marseille), 2004
- Traverses vidéo (Toulouse), 2004
- NOC Gdansk-Varsovie-Cracovie (Pologne), 2004
- Festival Musiques démesurées, à la Chapelle de l'Oratoire (Clermont-Ferrand), performance-jeu multimédia/electro/danse/installation/vidéo de 5 heures avec le Collectif Perséphone (L. Carroué, D. Martin, P-M. Trilloux, S. Amblard, E. Rimbert, D. Gigoux-Martin, A. Roche, P. Weber),  2004
- La Jasserie du coq noir (Ambert), performance-multimédia-electro-vidéo en campagne avec le collectif Perséphone (L. Carroué, D. Martin, P-M. Trilloux, E. Rimbert, D. Gigoux-Martin, P. Weber), 2004
- Musée du Ranquet (Clermont-Ferrand), 2004
- La Galerie du Temps, exposition personnelle et Banquet-performance (Clermont-Ferrand), 2004
- CPIE (Theix), mai-septembre 2004
- 8e Festival Territoires en Images, Institut de géographie (Paris), 2003
- Traverses Vidéo (Toulouse), 2003
- FIAV 2K3, Tavira (Portugal), 2003
- Jeune Création (Paris), 2003
- Musée des Beaux-arts Roger-Quilliot (Clermont-Ferrand), 2003
- Frac de Franche-Comté (Dole), 2002
- happenings clandestins réalisés au musée Niepce de Chalon-sur-Saône, au 19 (Montbéliard), au musée d’art contemporain de Lyon, au musée des Beaux-arts de Besançon…, 2000-2003
- Vidéoformes (Clermont-Ferrand), 2002
- Retina Festival international de cinéma et vidéo expérimentale, Sellye (Hongrie), 2002
- Ovarvideo, NOC Gdansk-Varsovie-Cracovie (Pologne), 2002.
- Musée du Tapis et des Arts Textiles (Clermont-Ferrand), mars 2001
- Festival Entrevue (Université de Technologie de Belfort-Montbéliard), 2000
- Friche industrielle du Chemin Vert (Paris), 2000
- Salon d'art contemporain de Montrouge, 1998
- Confluences (Paris), exposition personnelle À l'ombre du regard, 1998